# Luis Puente
Luis Fernando Puente Prado (Colima, México, 13 de febrero de 2003) es un futbolista mexicano. Juega de delantero y su equipo actual es el Real Madrid Castilla de España.

## Trayectoria
Puente entró a las inferiores del Guadalajara en 2014. Fue un destacado goleador en los equipos juveniles de la Chivas, y en los equipos juveniles de la selección mexicana. Puente debutó por el equipo reserva del club, el Tapatío, el 1 de octubre de 2020 en la derrota por 1-0 ante el Tepatitlán por la Liga de Expansión MX.

## Selección nacional
Es internacional a nivel juvenil por México. Fue parte del plantel que logró el segundo lugar en la Copa Mundial de Fútbol Sub-17 de 2019 en Brasil.

## Estadísticas
Actualizado al último partido disputado el 4 de octubre de 2023.
| Club             | Div.          | Temporada     | Liga  | Liga  | Copas nacionales(1) | Copas nacionales(1) | Copas internacionales(2) | Copas internacionales(2) | Total | Total |
| Club             | Div.          | Temporada     | Part. | Goles | Part.               | Goles               | Part.                    | Goles                    | Part. | Goles |
| ---------------- | ------------- | ------------- | ----- | ----- | ------------------- | ------------------- | ------------------------ | ------------------------ | ----- | ----- |
| Tapatío · México | 2.ª           | 2020-21       | 1     | 0     | -                   | -                   | -                        | -                        | 1     | 0     |
| Tapatío · México | 2.ª           | 2023          | 8     | 4     | -                   | -                   | -                        | -                        | 8     | 4     |
| Tapatío · México | 2.ª           | 2023-24       | 11    | 2     | -                   | -                   | -                        | -                        | 11    | 2     |
| Tapatío · México | Total club    | Total club    | 20    | 6     | 0                   | 0                   | 0                        | 0                        | 20    | 6     |
| Total carrera    | Total carrera | Total carrera | 20    | 6     | 0                   | 0                   | 0                        | 0                        | 20    | 6     |

## Palmarés

### Títulos nacionales
| Título                                   | Club    | País   | Año  |
| ---------------------------------------- | ------- | ------ | ---- |
| Liga de Expansión MX                     | Tapatío | México | 2023 |
| Campeón de Campeones (Liga de Expansión) | Tapatío | México | 2023 |